# Prospektiv studie
Prospektiv studie är en kohortstudie där fokuset är framåtblickande i motsats till retrospektiva studier.
Prospektiv studie används för att studera samband mellan olika riskfaktorer och en viss sjukdom. Man följer individer med och utan riskfaktor (kontrollgrupp) framåt i tiden. Vid studiens slut jämförs andelen individer som insjuknade i de båda grupperna.